# Cua dừa
Cua dừa (danh pháp hai phần: Birgus latro) là một loài ốc mượn hồn trên cạn. Đây là động vật chân đốt sinh sống trên cạn lớn nhất thế giới, và có lẽ là ở trên giới hạn kích thước lớn nhất cho động vật trên cạn bộ khung xương ngoài trong bầu khí quyển Trái Đất gần đây, với trọng lượng lên đến 4,1 kg. Nó có thể phát triển lên đến chiều dài 1 m từ đầu chân này đến đầu chân kia. Nó được tìm thấy trên các hòn đảo trên Ấn Độ Dương và các khu vực của Thái Bình Dương và ở tận phía đông như quần đảo Gambier, phản ánh sự phân bố của dừa, nó đã tuyệt chủng tại hầu hết các khu vực có dân số đáng kể, bao gồm đất liền Úc và Madagascar. Cua dừa cũng sống ngoài khơi châu Phi gần Zanzibar.
Cua dừa là loài duy nhất của chi Birgus, và có liên quan đến những con cua ký cư trên mặt đất thuộc chi Coenobita. Nó cho thấy một số thích nghi với cuộc sống trên đất liền. Như tôm ký cư, cua dừa non sử dụng vỏ rỗng để bảo vệ, nhưng những con trưởng thành phát triển một bộ xương ngoài cứng rắn trên bụng và ngừng mang vỏ. Cua dừa đã phát triển các cơ quan được gọi là "phổi branchiostegal", được sử dụng thay vì mang thoái hóa để thở. Chúng không thể bơi, và sẽ bị chết đuối nếu chìm trong nước trong thời gian dài. Chúng đã có khứu giác phát triển, chúng sử dụng nó để tìm kiếm các nguồn thực phẩm tiềm năng. Giao phối xảy ra trên đất liền, nhưng con cái di cư ra biển để đẻ trứng thụ tinh của chúng khi chúng nở. Các ấu trùng phù du trong 3-4 tuần, trước khi quyết định đến đáy biển và bước vào một vỏ bụng. Cua đạt độ thành thục sinh dục đạt được sau khoảng 5 năm, và tổng số tuổi thọ có thể được hơn 60 năm.
Cua dừa lớn ăn trái cây, các loại hạt, và phần lõi của cây đổ, nhưng cũng ăn những chất rữa và chất hữu cơ khác một cách cơ hội, và bắt cả chuột để ăn. Loài này được phổ biến liên quan đến dừa, chúng leo lên cây dừa và ăn quả dừa bằng cách bổ vỏ và ăn cơm dừa. Tuy nhiên, dừa không phải là một phần quan trọng của chế độ ăn uống của chúng. Cua dừa bị săn bắt bất cứ nơi nào chúng tiếp xúc với mọi người, và có được pháp luật bảo vệ trong một số khu vực.

## Mô tả
Birgus latro là loài động vật chân đốt sống trên mặt đất lớn nhất thế giới; ghi nhận kích thước của Birgus latro khác nhau nhưng phần lớn nguồn cho thấy thân dài đến 40 cm (16 in), và cân nặng đến 4,1 kg (9,0 lb), và một sải chân dài hơn 0,91 m (3,0 ft), con đực thường lớn hơn con cái. Mai có thể đạt chiều dài 79 mm (3,1 in), và rộng đến 200 mm (7,9 in).
Cơ thể của cua dừa, giống như tất cả decapoda, được chia thành phần phía trước (đầu ngực), trong đó có 10 chân, và bụng. Cặp chân phía trước nhất có càng lớn. (Móng vuốt), bên trái lớn hơn bên phải. Hai cặp chân tiếp theo với móng nhọn, cho phép cua dừa leo lên bề mặt thẳng đứng hoặc nhô ra. Cặp chân thứ tư nhỏ với càng giống như nhíp ở cuối, cho phép cua dừa trẻ bám chặt vào bên trong vỏ hoặc vỏ dừa để tự bảo vệ, cua trưởng thành sử dụng cặp này cho đi bộ và leo trèo. Cặp chân cuối cùng rất nhỏ và được sử dụng bởi cua cái để chăm sóc trứng của chúng, và những con đực trong giao phối. Cặp chân cuối cùng này thường nằm bên trong mai, trong khoang chứa các cơ quan hô hấp. Có một số sự khác biệt về màu sắc giữa các loài động vật trên hòn đảo khác nhau, từ màu đỏ da cam đến tím xanh; trong hầu hết các vùng, màu xanh da trời là màu sắc chủ đạo, nhưng ở một số nơi, trong đó có Seychelles, hầu hết các cá thể có màu đỏ.
Mặc dù Birgus latro là loài có nguồn gốc của cua ký cư, chỉ con non mới sử dụng vỏ ốc để tự bảo vệ bụng mềm của mình, và con lớn hơn đôi khi sử dụng vỏ dừa bị hỏng để bảo vệ bụng của chúng. Không giống như cua ẩn sĩ khác, những con cua dừa lớn không mang vỏ, thay vào đó làm cứng lưng bụng bằng bồi lên chất kitin và đá phấn. Không hạn chế bởi các giới hạn vật lý của cuộc sống trong vỏ cho phép loài này phát triển lớn hơn nhiều so với cua ẩn sĩ khác trong họ Coenobitidae. Như hầu hết cua thực sự, B. latro uốn cong đuôi xuống dưới thân để bảo vệ. Bụng đã được làm cứng bảo vệ cua dừa và giảm mất nước trên mặt đất nhưng được thay theo định kỳ. Con trưởng thành thay vỏ bụng hàng năm, chúng đào hang dài đến 1 m (3 ft 3 in) và chúng trong trốn trong đó để tránh bị thương tổn trong thời gian này. Nó vẫn còn ở trong hang từ 3 đến 16 tuần, tùy thuộc vào kích thước của chúng. Sau khi lột vỏ, nó cần 1-3 tuần cho xương ngoài cứng lên, tùy thuộc vào thân nó còn mềm và dễ bị tổn thương hay không. Trừ khi còn là ấu trùng, cua dừa không biết bơi, và chúng sẽ chết nếu ở trong nước hơn một giờ.

## Hình ảnh

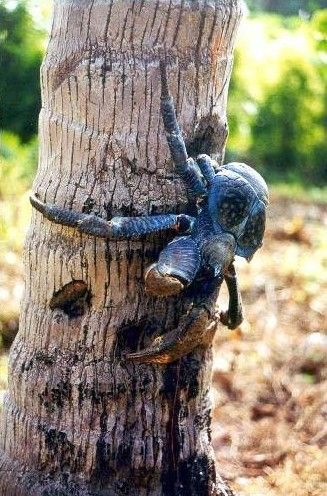
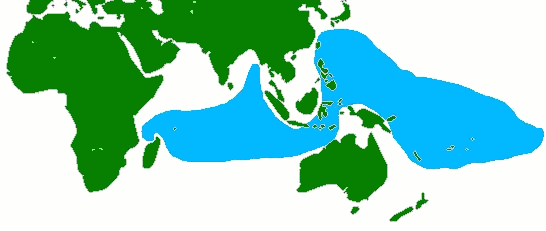
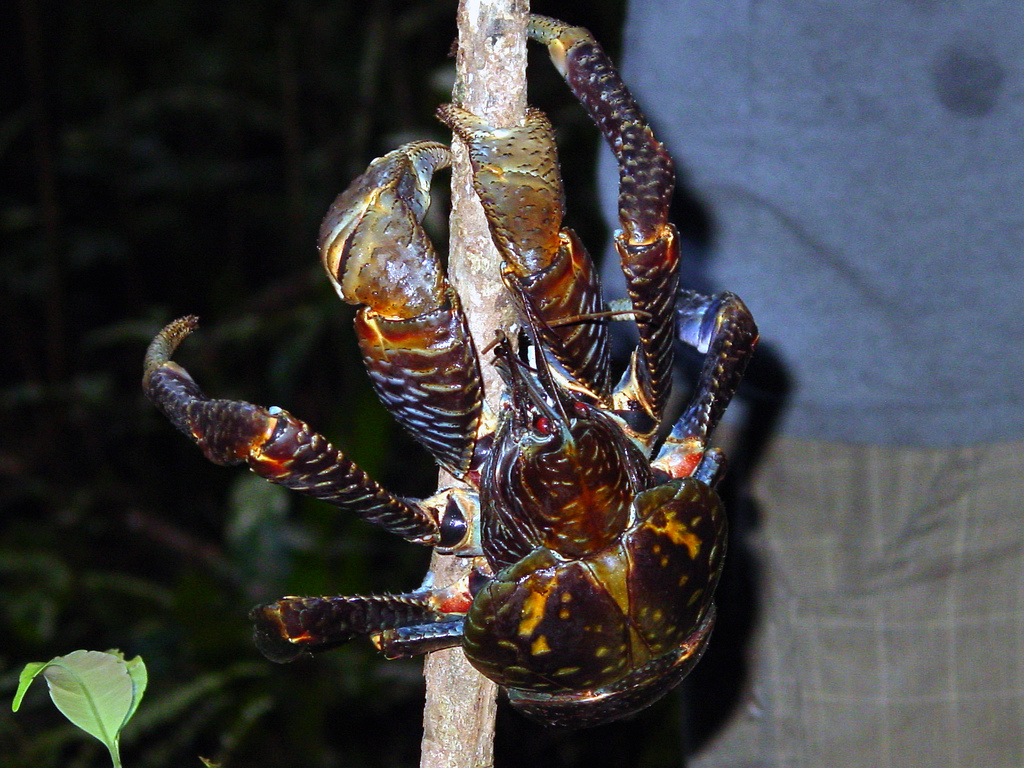
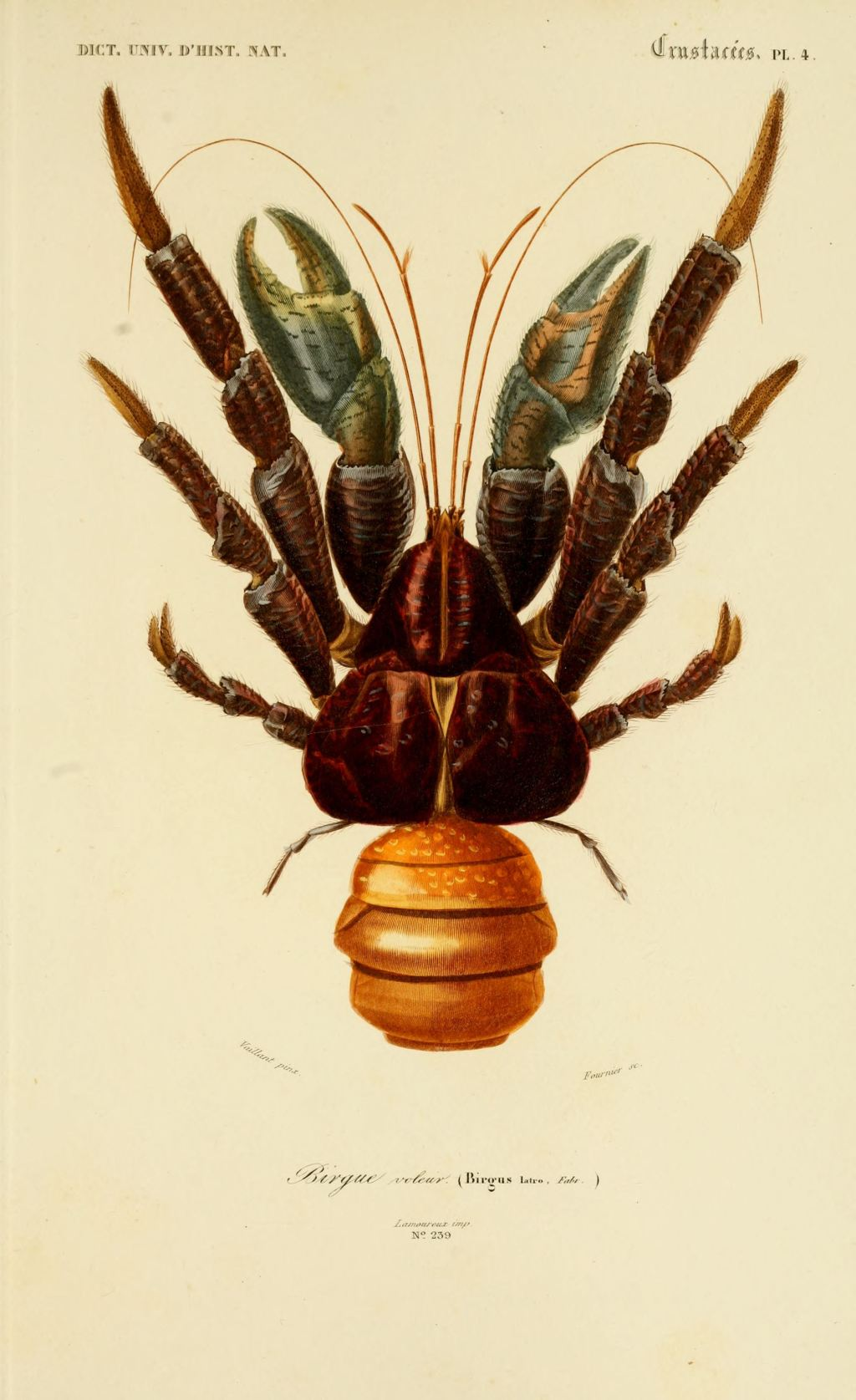